# Kontrapost
Kontrapost (tal. contrapposto: oprjeka, protustav) u kiparstvu, usklađena ravnoteža u odnosu između istodobnih pokreta figure usmjerenih u suprotnim pravcima. Važan element kompozicije; izražen u različitim odnosima: podignuta ruka – spuštena ruka, noga koja nosi cijeli teret tijela – noga u slobodnom pokretu (Polikletov Dorifor); noge u stavu mirovanja – trup u jakom zamahu (Mironov Diskobol). Likovno određenje kontraposta kao izraza povezanosti između stanja mirovanja i pokreta prvi prvi put se javlja u umjetnosti stare Grčke oko 500. pr. Kr., na prijelazu arhajske u klasičnu umjetnost.
Jedno od najčešćih oblika kontraposta je tzv. „S-linija” koju opisuje položaj ljudskog tijela u stojećem stavu, u kojemu čovjek stoji oslonjen na jednu nogu, dok je druga blago savijena, kukovi čine liniju koja se blago spušta prema savijenoj nozi, dok ramena čine kosu liniju koja se spušta prema uspravnoj nozi. S-linija stvara iluziju dovršenog ili nastalog pokreta.

## Primjeri
- Poliklet, Dorifor, oko 440. pr. Kr.
- Miloska Venera, oko 130.-100. pr. Kr.
- Praksitel, Hermes s dječakom Dionizom, 2. st. pr. Kr.
- August iz Prima Porte, Rim, 1. stoljeće
- Gospa s Djetetom iz Bečke prvostolnice (podrijetlom iz Francuske ili Rajnske oblasti), oko 1300.
- David (Michelangelo), 1504.
- Rafael, Tri Gracije, 1505.
- Uskrsnuće Kristovo (El Greco), 1600.